# Allerslev
Allerslev – miasto w Danii, w regionie Zelandia, w gminie Vordingborg.